# Zialjony Bor
Zialjony Bor (belarusiska: Зялёны Бор) är ett municipalsamhälle i Belarus. Den ligger i Smaljavitjy rajon i Minsks voblast, i den centrala delen av landet, 60 km öster om huvudstaden Mіnsk. Zialjony Bor ligger 173 meter över havet och antalet invånare är 1 116.

## Natur och klimat
Terrängen runt Zialjony Bor är mycket platt. Närmaste större samhälle är Zjodzina, 13,8 km nordväst om Zialjony Bor.
I omgivningarna runt Zialjony Bor växer i huvudsak blandskog. Runt Zialjony Bor är det ganska glesbefolkat, med 24 invånare per kvadratkilometer. Trakten ingår i den hemiboreala klimatzonen. Årsmedeltemperaturen i trakten är 4 °C. Den varmaste månaden är juli, då medeltemperaturen är 18 °C, och den kallaste är januari, med −12 °C.